# Carmine Preziosi
Carmine Preziosi (Sant'Angelo all'Esca, 8 juli 1943) is een voormalig Italiaans wielrenner.
Hij emigreerde op jonge leeftijd met zijn familie naar België zoals veel Italianen in deze periode en zou zijn grootste successen ook in zijn tweede vaderland behalen. In zijn profloopbaan die van 1963 tot 1972 duurde schreef hij onder andere Luik-Bastenaken-Luik en de Ronde van België op zijn naam. 

## Belangrijkste resultaten
1962
- 2e etappe deel b Triptyque Ardennaise
- Eindklassement Triptyque Ardennaise

1963
- Grand prix Bodson
- Brussel-Opwijk
- Laken (amateurs)
- Zellik
- Puteaux

1964
- Ferrière-la-Grande

1965
- Luik-Bastenaken-Luik
- Genua-Nice
- Brussel-Verviers
- Hasselt
- Ferrière-la-Grande

1966
- 2e etappe Ronde van Sardegna
- Ronde van Emilia

1967
- etappe 2a Ronde van België
- Eindklassement Ronde van België
- Brussel-Verviers
- Denderwindeke

1968
- Circuito di Teramo
- Fréjus

## Resultaten in voornaamste wedstrijden
| Jaar | Ronde van Italië | Ronde van Frankrijk | Ronde van Spanje |
| ---- | ---------------- | ------------------- | ---------------- |
| 1963 |                  |                     |                  |
| 1964 |                  |                     |                  |
| 1965 |                  |                     |                  |
| 1966 | 37e              |                     |                  |
| 1967 |                  |                     |                  |
| 1969 |                  |                     | 56e              |
| 1970 |                  |                     | opgave           |

| Jaar | Milaan-San Remo | Gent-Wevelgem | Ronde van Vlaanderen | Parijs-Roubaix | Luik-Bast.‑Luik | Ronde van Lombardije | Brussels Cycling Classic | Waalse Pijl |
| ---- | --------------- | ------------- | -------------------- | -------------- | --------------- | -------------------- | ------------------------ | ----------- |
| 1963 |                 |               |                      |                |                 | 29e                  |                          |             |
| 1964 | 20e             | 51e           | 33e                  | 42e            | 19e             | Zilver               | 9e                       |             |
| 1965 | 16e             | 7e            | 7e                   |                | Goud            |                      | 8e                       | 6e          |
| 1966 | 29e             |               |                      |                |                 | 32e                  |                          |             |
| 1967 |                 | 28e           | 24e                  | 33e            |                 |                      |                          |             |
| 1969 |                 |               |                      |                |                 |                      |                          | 44e         |
| 1970 |                 |               |                      |                |                 |                      |                          |             |